# 慶長二分小判
慶長二分小判（けいちょうにぶこばん）は、慶長年間に発行されたと推定される金貨。現存は2枚のみ、製造された目的もはっきりとは分かっていない謎の多い存在である。

## 解説
表面は上部に扇枠で囲まれた桐紋、中央上部に長方形枠の「貮分」、下部に「光次（花押）」を刻み、裏面は中央に花押、左下に小判師のものと思われる極印がある。現存極めて稀少であり一枚は造幣博物館が所蔵している。造幣博物館のものは質量9.2グラム、縦5.8センチ、横2.9センチ。もう一枚は民間にあり、こちらは質量8.9グラム、縦5.8センチ、横3.1センチ。
慶長古鋳小判は慶長5年（1600年）から慶長6年にかけて製造されたのち、慶長小判がこれに替わったが、慶長二分小判は慶長古鋳小判とほぼ同時期に製造されたと推定されている。試鋳貨幣であるという説もあるが、元文3年（1738年）4月末日まで通用したとみられると記す文献もある。
これに類似する慶長一分小判も存在する。質量4.43グラム、表面上部と下部に丸がこみの桐紋、中央に「壱分判」の文字。裏面には何も刻まれていない。額一分金（慶長4年頃）以前に少量の慶長二分小判および慶長一分小判が製造され、試験的に流通したという説もある。

## 関連文献
- 西脇康「慶長期金貨の金位とその製造時期(上)」『収集』第47巻第1号、書信館出版、2022年、NCID AA12094018。
- 西脇康「慶長期金貨の金位とその製造時期(下)」『収集』第47巻第2号、書信館出版、2022年、NCID AA12094018。